# Зимові Олімпійські ігри 1976
Зимові Олімпійські ігри 1976 або XII Зимові Олімпійські ігри — міжнародне спортивне змагання із зимових видів спорту, яке проходило під егідою Міжнародного олімпійського комітету у місті Інсбрук, Австрія з 4 лютого по 15 лютого року.
В склад збірної СРСР з біатлону в естафетній гонці 4х7,5 км золоту олімпійську медаль завоював Іван Бяков.

## Вибори міста проведення
| Місто               | Країна    | 1-й раунд | 2-й раунд | 3-й раунд |
| Денвер              | США       | 29        | 29        | 39        |
| Сьйон               | Швейцарія | 18        | 31        | 30        |
| Тампере             | Фінляндія | 12        | 8         | —         |
| Ванкувер—Гарібальді | Канада    | 9         | —         | —         |

## Змагання
37 медалей розіграли в 10 видах спорту. На Олімпійських турнірах дебютували Спортивні танці на льоду.
| - Гірськолижний спорт (6) - Біатлон (2) - Бобслей (2) - Лижні перегони (7) - Фігурне катання (4) | - Хокей з шайбою (1) - Санний спорт (3) - Лижне двоборство (1) - Стрибки з трампліна (2) - Ковзанярський спорт (9) |

## Учасники
| - Андорра - Аргентина - Австралія - Австрія - Бельгія - Болгарія - Канада - Чилі - Китайська Республіка - Чехословаччина - Фінляндія - Франція - НДР |  | - Західна Німеччина - Велика Британія - Греція - Угорщина - Ісландія - Іран - Італія - Японія - Південна Корея - Ліван - Ліхтенштейн - Нідерланди |  | - Нова Зеландія - Норвегія - Польща - Румунія - Сан-Марино - СРСР - Іспанія - Швеція - Швейцарія - Туреччина - США - Югославія |

## Медальний залік
Топ-10 неофіційного національного медального заліку:
| Місце | Країна     | Золото | Срібло | Бронза | Загалом |
| ----- | ---------- | ------ | ------ | ------ | ------- |
| 1     | СРСР       | 13     | 6      | 8      | 27      |
| 2     | НДР        | 7      | 5      | 7      | 19      |
| 3     | США        | 3      | 3      | 4      | 10      |
| 4     | Норвегія   | 3      | 3      | 1      | 7       |
| 5     | ФРН        | 2      | 5      | 3      | 10      |
| 6     | Фінляндія  | 2      | 4      | 1      | 7       |
| 7     | Австрія    | 2      | 2      | 2      | 6       |
| 8     | Швейцарія  | 1      | 3      | 1      | 5       |
| 9     | Нідерланди | 1      | 2      | 3      | 6       |
| 10    | Італія     | 1      | 2      | 1      | 4       |